# Yvon Abiven
Yvon Abiven   (Plounéour-Trez, 14 d'abril de 1948) és un polític bretó. De jove va formar part del Strollad ar Vro Bagan i milità en la Unió Democràtica Bretona. Treballà com a professor d'economia a liceu de Guingamp. A les eleccions legislatives franceses de 1997 fou elegit diputat a l'Assemblea Nacional Francesa pel Partit Socialista. El 2001 fou elegit alcalde de Saint-Thégonnec i el 2004 conseller general (diputat provincial) pel cantó de Saint-Thégonnec, així com membre del Consell General de Finisterre.